# Gavan Darreh
Gavan Darreh (persiska: گون درّه, كوندَرِه, گِوِندِرِ, كَوَندَرَق, گَوَندَرِه) är en ort i Iran.   Den ligger i provinsen Zanjan, i den nordvästra delen av landet, 260 km väster om huvudstaden Teheran. Gavan Darreh ligger 1 857 meter över havet och antalet invånare är 799.
Terrängen runt Gavan Darreh är platt åt nordost, men åt sydväst är den kuperad.Runt Gavan Darreh är det ganska glesbefolkat, med 34 invånare per kvadratkilometer. Närmaste större samhälle är Qīdar, 5,2 km sydväst om Gavan Darreh. Trakten runt Gavan Darreh består i huvudsak av gräsmarker.